# Компанець Іван Данилович
Іва́н Дани́лович Компане́ць (1904 , Нова Басань, Чернігівська губернія  — 26 лютого 1969 , Москва ) — український радянський партійний і державний діяч. Член ЦК КП України (1940–1960). Депутат Верховної Ради СРСР 1–4-го скликань (1940–1958). Депутат Верховної Ради УРСР 1-го скликання (1938–1947).

## Біографія
Народився 1904 року в родині селянина-бідняка в містечку Нова Басань, тепер Бобровицький район, Чернігівська область, Україна. У 1913–1920 роках — селянин у господарстві батька. У 1918 році закінчив Новобасанську сільську школу. У 1920–1922 роках — учень приватного шевця в селі Нова Басань. У 1922–1925 роках — студент Новобасанського індустріального механічного технікуму, закінчив два курси. У 1923 році вступив до комсомолу.
У 1925–1926 роках — голова виконавчого комітету Новобасанської сільської ради. У 1926–1927 роках — голова Новобасанської районної споживспілки.
Член ВКП(б) з квітня 1927 року.
У 1927–1929 роках — секретар президії виконавчого комітету Новобасанської районної ради депутатів трудящих. У березні 1929 — грудні 1930 року — завідувач культурно-пропагандистського відділу Новобасанського районного комітету КП(б) України.
У грудні 1930 — липні 1931 року — директор неповної середньої школи в селі Кобижча Бобровицького району. У липні — вересні 1931 року — завідувач Бобровицького районного відділу народної освіти.
У жовтні 1931 — квітні 1933 року — студент Ніжинського педагогічного інституту, закінчив два курси.
У квітні 1933 — лютому 1935 року — заступник начальника Політичного відділу Бобровицької машинно-тракторної станції Чернігівської області.
У лютому 1935 — березні 1937 року — 2-й секретар Семенівського районного комітету КП(б)У Чернігівської області. У 1937 році закінчив курси марксизму-ленінізму при ЦК КП(б)У в Києві.
У березні 1937 — квітні 1938 року — 1-й секретар Березнянського районного комітету КП(б)У Чернігівської області.
23 квітня — 4 червня 1938 року — 3-й секретар Чернігівського обласного комітету КП(б)У. З 4 червня 1938 до 27 листопада 1939 року — 2-й секретар Чернігівського обласного комітету КП(б)У.
27 листопада 1939 — липень 1941 року — 1-й секретар Тарнопольського обласного комітету КП(б) України.
Коли п'ятеро старих членів КПЗУ, яких за комуністичні переконання не один раз арештовувала польська влада та засуджував польський суд, вранці прийшли до нього на авдієнцію, Компанець холодно прийняв їх близько 16-ї. Не запропонував присісти, а сам розлігся у фотелі тернопільського воєводи і курив смердючу цигарку. Після зауваження одного з гостей, що нечемно так себе вести з товаришами по партії, зірвався й закричав: — Какой я тебе, в х…я, товарищ? Ты, ж…а, посмотри на себя. Ты ж настоящий буржуй — чёрный костюм, лакированные туфли, белая рубашка и на шее ё…ный галстук. — Репліка про те, що Ленін носив галстука, довела Компанця до істерії: — Ты посмотри на этого х…я… Он сравнивает себя с вождём… Дя я тебя за это в гамно сотру. Вон из моего кабинета, и чтобы вашей ноги больше у меня не было.
Під час німецько-радянської війни в липні 1941 — квітні 1942 року — уповноважений Військової Ради 38-ї армії Південно-Західного фронту, у квітні 1942 — листопаді 1943 року — комісар артилерійського управління Сталінградського, Донського фронтів. У грудні 1943 — квітні 1944 року — у розпорядженні ЦК КП(б)У.
У квітні 1944 — лютому 1948 року — 1-й секретар Тернопільського обласного комітету КП(б) України. Одночасно, у лютому — листопаді 1946 року — 1-й секретар Чортківського міського комітету КП(б)У Тернопільської області, у листопаді 1946 — лютому 1948 року — 1-й секретар Тернопільського міського комітету КП(б)У.
З 26 лютого 1948 по 5 вересня 1952 року — 1-й секретар Закарпатського обласного комітету КП(б) України.
У вересні 1952 — листопаді 1953 року — слухач Курсів перепідготовки перших секретарів обкомів при ЦК КПРС у Москві.
У листопаді 1953 — травні 1956 року — 1-й секретар Чернівецького обласного комітету КП України.
У квітні 1956 — грудні 1967 року — член Комітету партійного контролю при ЦК КПРС.
З 17 травня 1940 року по 16 лютого 1960 року був членом ЦК КП(б) — КП України.
З грудня 1967 року — на пенсії у Москві.
Помер 26 лютого 1969 року в Москві. Похований на Новодівочому цвинтарі (ділянка № 6, ряд 22, місце 5).

## Нагороди
- орденом «Знак Пошани» (7 лютого 1939; за видатні успіхи в сільському господарстві, і в особливості за перевиконання планів основних сільськогосподарських робіт);
- орденом Вітчизняної війни I ступеня (1945; за успішне виконання плану хлібозаготівель у 1944 році).